# Euphausia triacantha
Euphausia triacantha är en kräftdjursart som beskrevs av Holt och Tattersall 1906. Euphausia triacantha ingår i släktet Euphausia och familjen lysräkor. Inga underarter finns listade i Catalogue of Life.